# Болдырев, Юрий Александрович
Юрий Александрович Болдырев (укр. Юрій Олександрович Болдирєв; род. 16 февраля 1951 года, г. Сталино) —  
украинский политический деятель, депутат Верховной рады Украины II (1994—1998), Верховной рады Украины V созыва (2006—2007) и Верховной рады Украины VI созыва (2010—2012).

## Биография
Родился 16 февраля 1951 года в Сталино (ныне Донецк) в семье военнослужащего.
После окончания школы работал слесарем на Донецком энергозаводе. В 1976 году окончил физический факультет Донецкого государственного университета по специальности «преподаватель физики».
С 1978 года работал инженером Донецкого участка Московского пусконаладочного управления Министерства цветной металлургии СССР. С 1983 по 1993 год был стволовым клетевого ствола, подземным электрослесарем, заместителем председателя совета трудового коллектива шахты имени Горького ПО «Донецкуголь».

## Награды
- Орден «За заслуги» III степени (16 февраля 2011 года) — за значительный личный вклад в государственное строительство, многолетнюю плодотворную законотворческую и общественно-политическую деятельность[1].
- Медаль Пушкина (9 февраля 2013 года, Россия) — за большой вклад в сохранение и популяризацию русского языка и культуры за рубежом[2].